# Vojnatina
Vojnatina est un village de Slovaquie situé dans la région de Košice.

## Histoire
Première mention écrite du village en 1336.

## Démographie

### Évolution de la population
| Année:               | 1994. | 2004.   | 2014.   | 2024.   |
| -------------------- | ----- | ------- | ------- | ------- |
| Nombre de personnes: | 259   | 238     | 246     | 232     |
| Différence:          |       | -8,10 % | +3,36 % | -5,69 % |

| Année:               | 2023. | 2024.   |
| -------------------- | ----- | ------- |
| Nombre de personnes: | 233   | 232     |
| Différence:          |       | -0,42 % |

## Politique
| Nom          | Parti politique | Date de l'élection | Fin du mandat |
| ------------ | --------------- | ------------------ | ------------- |
| Pavol Gengeľ | SMER            | 02.12.2006         | Déc. 2010     |